# Lesnoto
Fondé sur le principe du branle simple, le lesnoto (en bulgare et macédonien лесното, la danse simple) est la danse la plus représentative du répertoire traditionnel macédonien. Il s'exécute en chaîne ouverte, le meneur à droite, et se déroule en progressant vers la droite. Généralement en mesure 7/8 (3+2+2), la danse accélère vers une mesure 7/16.
C'est traditionnellement une danse d'hommes, les mains sur les épaules du voisin, mais l'alternance homme-femme a pris le dessus depuis la Seconde Guerre mondiale et les danseurs se tiennent par la main, bras pliés à hauteur des épaules.
L'une des mélodies de lesnoto les plus populaires est la chanson Makedonsko devojče (Македонско девойче).
La danse est complète en trois mesures (les mesures 1 et 2 forment un double, la mesure 3 un simple) :
- mesure 1
  - (1-3) un pas du pied droit à droite
  - (4-5) en appui sur le pied droit, la jambe gauche décrit un léger arc de cercle préparant l'appui suivant
  - (6-7) un pas du pied gauche à droite, devant le droit
- mesure 2
  - (1-3) un pas du pied droit à droite
  - (4-7) en appui sur le pied droit, lever la jambe gauche (cuisse à l'horizontale)
- mesure 3
  - (1-3) un pas du pied gauche à gauche
  - (4-7) en appui sur le pied gauche, lever la jambe droite (cuisse à l'horizontale)

Le meneur guide à l'aide d'un mouchoir et peut indiquer l'exécution de tours ou d'accroupis (mesures 2 et 3, temps 4-7) ou improvise des figures plus acrobatiques qu'il est seul à pouvoir exécuter, étant soutenu par le second danseur.